# Euterspender

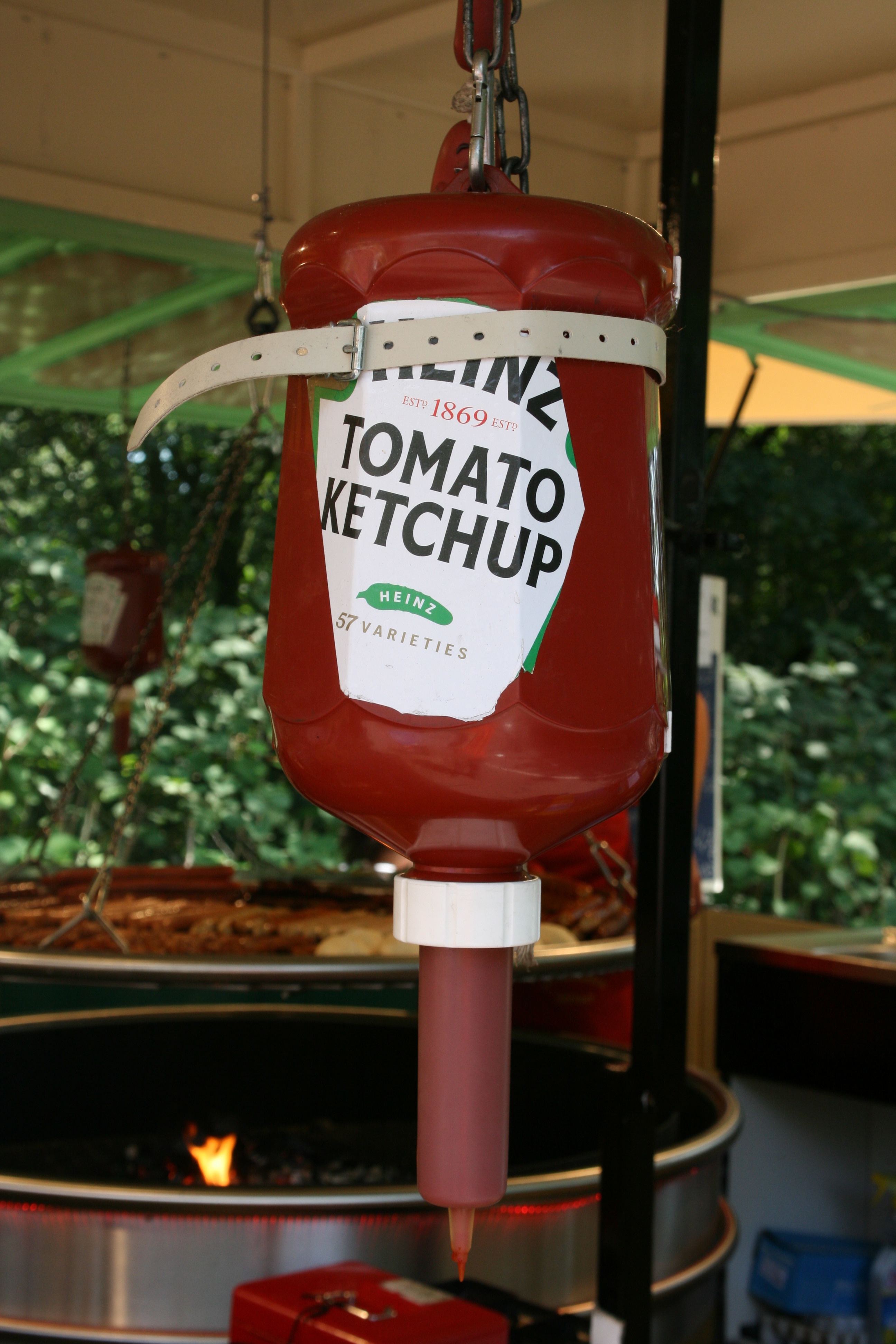
Euterspender für Ketchup an einem Grillstand

Ein Euterspender, auch Melkdispenser oder Saucenkuh genannt, dient zum Portionieren von Senf, Mayonnaise, Dressing oder anderen Soßen. Er besteht aus einer mit der Öffnung nach unten angeordneten Flasche aus Kunststoff und einem darunter angebrachten Dispenser, der der Zitze eines Euters ähnelt.

## Aufbau und Verwendung
Ein Euterspender hat in der Regel ein Fassungsvermögen von einem bis fünf Litern und ist mit einem patentierten Dosiermechanismus ausgestattet. Am unteren Ende des Behälters ist ein Verschluss angebracht, der, wie beim Melken, durch leichtes Drücken mit der Hand, immer die gleiche Menge des Inhaltes abgibt. Dabei schiebt sich im Inneren des Dosierschlauchs ein Stopfen nach oben und sperrt somit den Zulauf. Gleichzeitig öffnet sich am unteren Ende der Verschluss für den Portioniervorgang.
Euterspender werden in Hotellerie und Gastronomie eingesetzt. Durch den geschlossenen Aufbau ist er eine hygienische Alternative zu offenen Behältern.

## Trivia
Der Euterspender war Thema in der Ratesendung Genial daneben – Die Comedy Arena.